# 松田昌士
松田 昌士（まつだ まさたけ、1936年1月9日 - 2020年5月19日）は日本の実業家、会社経営者。従三位。東日本旅客鉄道（JR東日本）社長、同社会長を歴任。北海道北見市出身。
井手正敬、葛西敬之と共に「国鉄改革3人組」と称され、日本国有鉄道（国鉄）の分割民営化に尽力した。北海道大学名誉博士。

## 人物
「国鉄改革3人組」の筆頭として、国鉄分割民営化に尽力した。民営化後は、JR東日本の社長・会長として経営を掌握。
また、道路関係四公団民営化に委員として参画する等、当時の内閣総理大臣・小泉純一郎が主導した聖域なき構造改革路線において、民営化の代表的な成功例の立役者の一人とされた。
2008年、日本経済新聞『私の履歴書』に寄稿し、国鉄民営化の経緯を赤裸々に語っている。国鉄経理局時代の上司には吉田輝雄（元日本国有鉄道常務理事、元ホテル・エドモント社長）などがいる。
また、ベストセラー作家の増田俊也は、北海道大学柔道部の後輩に当たる。

## 略歴
- 1936年：北海道常呂郡野付牛町（現・北見市）兵村2区鉄道官舎第43号に松田政治・セキヨの三男として生まれる[4]。5人兄妹で、父親は北海道空知郡歌志内村生の生まれ。1歳で福井県鯖江町中小路松田本家養子、当時野付牛駅（現:北見駅）に勤務[4]。母親は北海道石狩郡当別村生まれ。先祖は伊達邦直元家臣（「松田家現当主戸籍謄本」より記述）
- 1938年：札幌市に転居[4]。
- 1954年：北海道札幌北高等学校卒業。
- 1959年：北海道大学法学部卒業。
- 1961年：北海道大学大学院法学研究科修了[5]。国鉄に入社。
- 1985年：国鉄北海道総局総合企画部長。当時国鉄最小定員となるジョイフルトレインアルファコンチネンタルエクスプレスの導入に尽力。
- 1986年：国鉄再建実施推進本部事務局長[5]。
- 1987年：東日本旅客鉄道株式会社常務取締役[5]。
- 1990年：同社代表取締役副社長に就任[5]。
- 1993年：同社代表取締役社長に就任[6]。
- 2000年：同社代表取締役会長に就任[6]。
- 2002年：道路関係四公団民営化推進委員会委員に就任（～2003年）。
- 2005年：全日本アマチュア野球連盟会長に就任。
- 2006年：2005年12月25日に発生したJR羽越本線脱線事故の責任を取り、JR東日本代表取締役会長を辞し、取締役相談役に就任。
- 2009年：北海道大学名誉博士[7]。
- 2011年：JR東日本嘱託に就任。
- 2020年：肝臓がんのため死去[8]。84歳没。政府は没後、従三位に叙するとともに、旭日大綬章を追贈した[9]。

## 中国による新幹線技術移転を巡る盗用問題
川崎重工業が海外への積極的なビジネスチャンスを求めて、当時の川重大庭浩会長、大橋忠晴社長、のちに同川重社長となる長谷川聰らと組み、中華人民共和国（中国）への新幹線車輌技術（新幹線E2系電車）を提供したのが、JR東日本の松田昌士会長だった。
しかし、川重側の契約の杜撰さもあって、中国側に国家ぐるみで新幹線車輌技術を盗まれ米国やアジア諸国への売り込みを許したばかりでなく、契約の拡大解釈ないし詭弁の類いで米国などへ国際特許出願までも許してしまったとされている。「国鉄改革3人組」の一人JR東海の葛西敬之が終始一貫して中国への新幹線技術移転に反対していたのと好対照をなしていたと評されている。

## 労働組合との関わり
国鉄末期からJR東日本創設期の経営の実権を握る間、国鉄時代において最有力の労働組合であった国鉄労働組合（国労）の弱体化のための諸施策を講じたとされる。これは、公共部門の民営化を通じて55年体制下における社会党の有力な支持基盤である総評の弱体化を目指す中曽根康弘政権の政治戦略と合致しており、その結果、国労は民営化の過程において分裂し、少数組合に転落した。松田は国労に対して、「反対派は峻別し断固として排除する。等距離外交など考えてもいない。処分、注意、処分、注意をくりかえし、それでも直らない場合は、解雇する」（1987年5月25日）と強硬路線を明言している。一方で、民営化に賛同した組合とは協調路線を取った。JRは分割民営化に反対した国労組合員を採用しなかったため、不服として各地の地方労働委員会で異議申し立てが行われた。地労委は申立てを認めたため、松田は1988年10月、全日本鉄道労働組合総連合会（JR総連）傘下、JR東労組の講演で、「今度は国労だけではなくて、地方労働委員会を相手に戦おうではありませんか」と述べた。
国労の衰退後は鉄道労連 が最大の組合となっていたが、JR内部の労働組合の離合集散は収まらず、JR総連と日本鉄道労働組合連合会（JR連合）分裂が発生した。その後もJR総連との蜜月関係は続いており、松田は東日本旅客鉄道労働組合（JR東労組）主催の反戦集会に来賓参加して「平和を守ろう」などと発言し、集会終了時には松崎明と共に拳を上げながらシュプレヒコールを行うなどといったことが見られたとされる。
もっとも、西岡研介によれば、鉄道労連の初代会長である志摩好達（鉄労出身）が、JR発足の3か月後である1987年7月にその脱退を表明した事件があり、背後には松田が糸を引いていたという。ところが、当時の政府筋から「スタートしたばかりのJRで労働組合が分裂すれば、行革の成果に傷がつく」とブレーキが掛かったため松田は手を引き、孤立した志摩は脱退を断念したという。つまり、松田は松崎明と、その背後にいるとされた革マル派を、分割民営化に利用した上で使い捨てにしようとしたが失敗、その弱みから松崎に屈服したというのである。また、この事件のおかげで、JR連合の分裂が遅れたということにもなる。
その後の「国鉄改革3人組」のうち、井手と葛西は、西日本旅客鉄道（JR西日本）、東海旅客鉄道（JR東海）におけるJR総連傘下組合を少数派に追い込んだが、松田はJR総連との蜜月関係を温存したまま会長を引退している。蜜月関係は現在も続いており、その関係を築いたのが松田ではないかということは、西岡が『週刊現代』『月刊現代』において指摘していることでもある。この点において、葛西から「国鉄改革は未完だ」と言われる所以でもある。

## 野球界との関わり
小さな頃から夏は野球、冬はスキーで遊んでいたころから、野球は大好きな趣味と公言。また、国鉄スワローズが国鉄職員の士気高揚につながると考え、同時に、各地に点在する鉄道管理局の硬式野球部の活動を積極的に支援した。九州赴任時に、門司鉄道管理局硬式野球部（現・JR九州硬式野球部）の部長に就任したこともある。
全日本野球会議の日本代表編成委員長も兼任しており、星野仙一を北京オリンピック野球日本代表監督に就任させるために奔走した。しかし、北京オリンピックにおけるタイブレーク方式の導入を提案して実現させながら、星野監督がその動向を全く知らなかったなど、プロ・アマ間での連携のなさも露呈した。
また、オリンピックに野球競技を復活させるため、国際野球連盟にアメリカ人会長を就任するようロビー活動を行い、2007年3月2日の国際野球連盟臨時総会でアメリカ人であるハービー・シラーが会長に選出された。

## 囲碁
趣味は囲碁で、伝記作家の小島直記との早打ちでよく対局した。また、2001年から2005年まで、全日本学生囲碁連盟会長をつとめた。

## 著書
- 『なせばなる民営化JR東日本 自主自立の経営15年の軌跡』（生産性出版、2002年3月） ISBN 4820117246

## 関連人物
- 小菅正夫 - 旭山動物園元園長。廃園寸前の旭山動物園を奇跡の入場者数日本一に導いた改革者。松田昌士の北大柔道部の後輩にあたる。旭山動物園の組織改革の基礎は北大柔道部での経験で学んだと言っている。
- 中井祐樹 - 日本ブラジリアン柔術連盟会長。失明しながら勝ち日本の格闘技界を変革した総合格闘技界の伝説的存在。その後、ブラジリアン柔術で何万人もの弟子を育てて組織改革の旗手となっている。松田の北大柔道部、札幌北高の後輩にあたる。
- 増田俊也 - ベストセラー作家。松田の北大柔道部の後輩にあたる。同部時代を題材にした小説『七帝柔道記』がある。
- 森山良知 - 義弟。妹・松田紀子と結婚。ホテルメトロポリタン長野初代社長。